# Phoebastria
Os albatrozes do Pacífico Norte são aves marinhas de grande porte do género Phoebastria, da família Diomedeidae, dos albatrozes. São os mais tropicais dos albatrozes, com duas espécies ( o albatroz-de-laysan e o albatroz-patinegro) que nidificam no Hawaii, outra nas ilhas sub-tropicais a sul do Japão (o albatroz-de-cauda-curta), e outra que se reproduz no equador (o albatroz-das-galápagos). 
A sua taxonomia é muito confusa, como acontece, de resto, com os outros albatrozes. É largamente aceite, hoje em dia, baseado em dados obtidos de análise molecular (por exemplo, Nunn et al., 1996) e pelo registo fóssil, que formam um género distinto de Diomedea, onde estas espécies "brancas" eram anteriormente colocadas, mas que hoje se restringe aos chamados grandes albatrozes. Segundo a taxonomia de Sibley-Ahlquist, porém, estes albatrozes ainda se classificamno género Diomedea.
Este género terá divergido de Diomedea no Mioceno Médio (há 12-15 milhões de anos). Conhecem-se várias formas fósseis que demonstram que o género distribuía-se também pelo norte do Atlântico. A distribuição geográfica actual é, portanto, um relicto. A mais antiga das espécies conhecidas, P. californica, era pelo menos do tamanho de um albatroz-de-cauda-curta, podendo ter sido um antepassado desta espécie.

## Espécies fósseis
- Phoebastria californica (Mioceno Médio na Cordilheira de Temblor, Sharktooth Hill, EUA)
- Phoebastria anglica (Plioceno Médio - Pleistoceno inicial na costa Atlântica da Carolina do Norte)
- Phoebastria cf. albatrus (Plioceno tardio de San Diego, em San Diego County, EUA) - antes conhecida como Diomedea howardae
- Phoebastria rexsularum
- Phoebastria cf. immutabilis (Pleistoceno de San Pedro, EUA)
- Phoebastria cf. nigripes (Pleistoceno de San Pedro, EUA)